# Université de Sousse
L'université de Sousse (arabe : جامعة سوسة) est une université basée à Sousse en Tunisie.
Elle est classée par le U.S. News & World Report au 49e rang du classement régional 2016 des universités arabes.

## Histoire
Créée par la loi n°86-80 du 9 août 1986 sous le nom d'université de Monastir, elle prend sa nouvelle appellation d'université du Centre en vertu du décret n°91-1999 du 31 décembre 1991 : elle assure ainsi la tutelle scientifique et pédagogique sur les établissements implantés dans les gouvernorats de Sousse, Monastir, Kairouan et Mahdia.
Elle connaît une évolution très rapide : de 45 000 étudiants en 2001-2002, elle accueille près de 60 000 étudiants en 2003-2004 (regroupés dans trente établissements).
À l'occasion de la célébration de la Journée du savoir, le 16 juillet 2004, le président Zine el-Abidine Ben Ali annonce la création de nouvelles universités à Monastir, Kairouan et Gafsa.
L'université du Centre est alors scindée en trois et devient l'université de Sousse en vertu du décret n°2004-2115 du 2 septembre de la même année.

## Établissements
L'université de Sousse compte 17 établissements d'enseignement supérieur (quatre facultés, quatre écoles et neuf instituts) :
- Faculté de droit et des sciences politiques ;
- Faculté de médecine ;
- Faculté des lettres et des sciences humaines (ar) ;
- Faculté des sciences économiques et de gestion ;
- École supérieure d'horticulture et d'élevage de Chott Meriem ;
- École nationale d'ingénieurs ;
- École supérieure des sciences et de la technologie (Hammam Sousse) ;
- École supérieure des sciences et techniques de la santé ;
- Institut des hautes études commerciales (ar) ;
- Institut supérieur de finances et de fiscalité ;
- Institut supérieur de gestion (ar) ;
- Institut supérieur de l'informatique et des technologies de la communication (Hammam Sousse) ;
- Institut supérieur de musique ;
- Institut supérieur des beaux-arts (ar) ;
- Institut supérieur des sciences appliquées et de technologie ;
- Institut supérieur des sciences infirmières ;
- Institut supérieur du transport et de la logistique.